# Ходорковские чтения
Ходорко́вские чте́ния — международная общественно-политическая конференция. Официальное название — «Российские альтернативы», однако и самими участниками, и в прессе чаще упоминается как «Ходорковские чтения». Место проведения — Москва, гостиница Рэдиссон САС Славянская. В период с июля 2007 по май 2009 года были проведены четыре конференции. Организаторы — Международное историко-просветительское, правозащитное и благотворительное общество «Мемориал», Институт национального проекта «Общественный договор», Фонд «Информатика для демократии» (ИНДЕМ). Участники — политологи, экономисты, журналисты, политические деятели.

## Идея конференции
По замыслу организаторов основная задача Ходорковских чтений — «способствовать возникновению интеллектуального сообщества, способного выработать стратегию развития России в инновационном ключе. Стратегию, которая могла бы быть востребована обществом».

## Хронология
- Первые Ходорковские чтения — 10 июля 2007 года
- Вторые Ходорковские чтения — 6 февраля 2008 года
- Третьи Ходорковские чтения — 24 октября 2008 года
- Четвёртые Ходорковские чтения — 28 мая 2009 года
- Пятые Ходорковские чтения — 8 декабря 2009 года

### Первые Ходорковские чтения
Темы сессий:
- Закон и справедливость: традиции и современность
- Либеральная идея и социальные процессы: между индивидуализмом и общественной солидарностью
- Россия и Запад: партнёры или противники?[2]

Александр Аузан, Людмила Алексеева, Александр Голов, Евгений Гонтмахер, Лев Гудков, Александр Даниэль, Михаил Делягин, Галина Козлова, Ольга Крыштановская, Алексей Левинсон, Тамара Морщакова, Арсений Рогинский, Георгий Сатаров, Мариэтта Чудакова, Виктор Шейнис, Евгений Ясин, Эмиль Паин, Владимир Рыжков, Евгений Сабуров, Олег Смолин, Ирина Хакамада, Фальк Бомсдорф, Татьяна Ворожейкина, Андрей Загорский, Игорь Клямкин, Сергей Ковалёв, Андрей Пионтковский, Лилия Шевцова.

### Вторые Ходорковские чтения
Тема конференции: Выбор российских ценностей на переломе эпох. Темы сессий:
- Политические институты в России: трансформация, реставрация или имитация?
- Мифология сегодняшнего российского капитализма.
- Интересы, ценности и мораль в российской политике.

В работе Конференции приняли участие Александр Аузан, Григорий Водолазов, Татьяна Ворожейкина, Евгений Гонтмахер, Лев Гудков, Даниил Дондурей, Борис Дубин, Михаил Краснов, Юлия Латынина, Владимир Милов, Дмитрий Орешкин, Арсений Рогинский, Кирилл Рогов, Владимир Рыжков, Георгий Сатаров, Лилия Шевцова, Ирина Хакамада, Евгений Ясин, Виктор Шейнис и другие.

### Третьи Ходорковские чтения
Тема конференции: «2003—2008. Что ждёт страну?». Темы сессий:
- 2003—2008. Результаты, издержки, упущенные возможности.
- Сценарии для России 2008—2009.
- Демократия как проблема.

В работе конференции приняли участие: Лилия Шевцова, Виктор Геращенко, Георгий Сатаров, Татьяна Ворожейкина, Лев Гудков, Адам Михник, Евгений Ясин, Александр Аузан, Эмиль Паин, Дмитрий Орешкин, Маша Липман, Сергей Ковалёв, Михаил Краснов, Алексей Кара-Мурза, Денис Драгунский, Виктор Шейнис, Анатолий Вишневский, Матвей Ганапольский, Борис Дубин и другие.

### Четвертые Ходорковские чтения
Тема конференции: «От стабильности к неопределенности». Темы сессий:
- Экономический кризис: возможные меры воздействия
- Состояния элит: способность принять меры
- Состояние общества: способность к коллективным действиям

В работе конференции приняли участие:
Игорь Аверкиев, Сергей Алексашенко, Александр Аузан, Михаил Афанасьев, Олег Буклемишев, Татьяна Ворожейкина, Евгений Гонтмахер, Сэм Грин, Сергей Гуриев, Михаил Делягин, Карин Клеман, Юрий Коргунюк, Никита Кричевский, Маша Липман, Борис Макаренко, Дмитрий Орешкин, Арсений Рогинский, Кирилл Рогов, Георгий Сатаров, Максим Трудолюбов, Марк Урнов, Евгений Ясин, Ирина Ясина, Лев Гудков, Виктор Шейнис и другие.